# Lijst van voetbalinterlands Bahrein - Maleisië
Deze lijst van voetbalinterlands is een overzicht van alle officiële voetbalwedstrijden tussen de nationale teams van Bahrein en Maleisië. De landen hebben tot op heden veertien keer tegen elkaar gespeeld. De eerste ontmoeting was een vriendschappelijke wedstrijd op 8 september 1977 in Seoel (Zuid-Korea). Het laatste duel, een groepswedstrijd tijdens de Azië Cup 2023, vond plaats in Doha (Qatar) op 20 januari 2024.

## Wedstrijden
| №  | Plaats       | Datum            | Competitie                 | Wedstrijd          | Uitslag |
| -- | ------------ | ---------------- | -------------------------- | ------------------ | ------- |
| 1  | Seoel        | 8 september 1977 | Vriendschappelijk          | Maleisië − Bahrein | 3 − 1   |
| 2  | Daegu        | 9 september 1978 | Vriendschappelijk          | Maleisië − Bahrein | 2 − 1   |
| 3  | Seoel        | 25 augustus 1980 | Vriendschappelijk          | Maleisië − Bahrein | 1 − 1   |
| 4  | Seoel        | 3 juni 1985      | Vriendschappelijk          | Bahrein − Maleisië | 3 − 1   |
| 5  | Shah Alam    | 21 juni 2001     | Vriendschappelijk          | Maleisië − Bahrein | 2 − 4   |
| 6  | Kuala Lumpur | 12 oktober 2003  | Azië Cup 2004 kwalificatie | Maleisië − Bahrein | 2 − 2   |
| 7  | Riffa        | 22 oktober 2003  | Azië Cup 2004 kwalificatie | Bahrein − Maleisië | 3 − 1   |
| 8  | Riffa        | 21 oktober 2007  | WK 2010 kwalificatie       | Bahrein − Maleisië | 4 − 1   |
| 9  | Shah Alam    | 28 oktober 2007  | WK 2010 kwalificatie       | Maleisië − Bahrein | 0 − 0   |
| 10 | Shah Alam    | 15 oktober 2013  | Azië Cup 2015 kwalificatie | Maleisië − Bahrein | 1 − 1   |
| 11 | Riffa        | 15 november 2013 | Azië Cup 2015 kwalificatie | Bahrein − Maleisië | 1 − 0   |
| 12 | Riffa        | 28 mei 2021      | Vriendschappelijk          | Bahrein − Maleisië | 2 − 0   |
| 13 | Kuala Lumpur | 11 juni 2022     | Azië Cup 2023 kwalificatie | Maleisië − Bahrein | 1 − 2   |
| 14 | Doha         | 20 januari 2024  | Azië Cup 2023              | Bahrein − Maleisië | 1 − 0   |

## Samenvatting
| Competitie            | Totaal gespeeld | Winst Bahrein | Gelijk | Winst Maleisië | Doelsaldo Bahrein – Maleisië |
| --------------------- | --------------- | ------------- | ------ | -------------- | ---------------------------- |
| WK-kwalificatie       | 2               | 1             | 1      | 0              | 4 − 1                        |
| Azië Cup              | 1               | 1             | 0      | 0              | 1 − 0                        |
| Azië Cup-kwalificatie | 5               | 3             | 2      | 0              | 9 − 5                        |
| Vriendschappelijk     | 6               | 3             | 1      | 2              | 12 − 9                       |
| Totaal                | 14              | 8             | 4      | 2              | 26 − 15                      |

Wedstrijden bepaald door strafschoppen worden, in lijn met de FIFA, als een gelijkspel gerekend.
BFA · A-internationals · Bondscoaches · Statistieken · Bahreins vrouwenelftal · Bahrein U21 · Bahrein U20 · Bahrein U19 · Bahrein U18 · Bahrein U17
1966 – 1979 · 
1980 – 1989 · 
1990 – 1999 · 
2000 – 2009 · 
2010 – 2019 ·
2020 − 2029
Asian Cup 2004 · 
Asian Cup 2007 · 
Asian Cup 2011
1966 · 
1967 · 1968 · 1969 · 
1970 · 
1971 · 
1972 · 
1973 · 
1974 · 
1975 · 
1976 · 
1977 · 
1978 · 
1979 · 
1980 · 
1981 · 
1982 · 
1983 · 
1984 · 
1985 · 
1986 · 
1987 · 
1988 · 
1989 · 
1990 · 
1991 · 
1992 · 
1993 · 
1994 · 
1995 · 
1996 · 
1997 · 
1998 · 
1999 · 
2000 · 
2001 · 
2002 · 
2003 · 
2004 · 
2005 · 
2006 · 
2007 · 
2008 · 
2009 · 
2010 · 
2011 · 
2012 ·
2013 ·
2014 ·
2015 ·
2016 ·
2017 ·
2018 ·
2019 ·
2020 ·
2021 ·
2022 ·
2023 ·
2024
Albanië ·
Algerije ·
Angola ·
Australië ·
Azerbeidzjan ·
Bangladesh ·
Bosnië en Herzegovina ·
Bukina Faso ·
Burundi ·
Cambodja ·
Canada ·
China ·
Colombia ·
Congo-Kinshasa ·
Curaçao ·
Egypte ·
Filipijnen ·
Finland ·
Guinee ·
Haïti ·
Hongkong ·
IJsland ·
India ·
Indonesië ·
Irak ·
Iran ·
Japan ·
Jemen ·
Jordanië ·
Kaapverdië ·
Kazachstan ·
Kenia ·
Kirgizië ·
Koeweit ·
Letland ·
Libanon ·
Libië ·
Malediven ·
Maleisië ·
Marokko ·
Mauritanië ·
Myanmar ·
Nepal ·
Nieuw-Zeeland ·
Noord-Korea ·
Noord-Macedonië ·
Noorwegen ·
Oeganda ·
Oekraïne ·
Oezbekistan ·
Oman ·
Pakistan ·
Palestina ·
Panama ·
Paraguay ·
Qatar ·
Saoedi-Arabië ·
Servië ·
Singapore ·
Soedan ·
Sri Lanka ·
Syrië ·
Tadzjikistan ·
Taiwan ·
Thailand ·
Togo ·
Trinidad en Tobago ·
Tsjaad ·
Tunesië ·
Turkmenistan ·
Verenigde Arabische Emiraten ·
Vietnam ·
Wit-Rusland ·
Zimbabwe ·
Zuid-Jemen ·
Zuid-Korea ·
Zweden
FAM · 
A-internationals · 
Maleisisch vrouwenelftal
Afghanistan ·
Algerije ·
Australië ·
Bahrein ·
Bangladesh ·
Bhutan ·
Bosnië en Herzegovina ·
Brazilië ·
Brunei ·
Cambodja ·
Canada ·
China ·
Engeland ·
Fiji ·
Filipijnen ·
Finland ·
Ghana ·
Hongkong ·
India ·
Indonesië ·
Irak ·
Iran ·
Israël ·
Jamaica ·
Japan ·
Jemen ·
Jordanië ·
Kenia ·
Kirgizië ·
Koeweit ·
Laos ·
Lesotho ·
Libanon ·
Liberia ·
Libië ·
Liechtenstein ·
Macau ·
Malediven ·
Marokko ·
Mongolië ·
Myanmar ·
Nepal ·
Nieuw-Zeeland ·
Noord-Korea ·
Oezbekistan ·
Oman ·
Oost-Timor ·
Pakistan ·
Palestina ·
Papoea-Nieuw-Guinea ·
Qatar ·
Saoedi-Arabië ·
Salomonseilanden ·
Senegal ·
Singapore ·
Sri Lanka ·
Syrië ·
Tadzjikistan ·
Taiwan ·
Thailand ·
Turkije ·
Turkmenistan ·
Uruguay ·
Verenigde Arabische Emiraten ·
Vietnam ·
Zuid-Korea ·
Zuid-Vietnam ·
Zweden